# 이원석 (1986년)
이원석(李沅錫, 1986년 10월 21일 ~ )은 KBO 리그 키움 히어로즈의 내야수이다.

## 아마추어 시절
2004년 봉황대기 전국고교야구대회에서 타격상을 받으며 이듬 해인 2005년에 롯데 자이언츠의 2차 2라운드 지명을 받아 입단하였다.

## 롯데 자이언츠시절
2005년에 입단하였다. 당시 같은 팀이었던 김민성과 함께 팀을 이끌어갈 유망주로 꼽혔다. 신인 시절부터 꾸준히 기회를 부여받았으며 2007년부터 조금씩 성장한 모습을 보였다.
2006년 9월 5일 삼성 라이온즈와의 경기에서 전병호를 상대로 만루 홈런을 쳐 내며 1996년 9월 3일부터 2005년 7월 19일까지 롯데 자이언츠를 상대로 전병호가 기록 중이던 13연승을 저지했다.

## 두산 베어스시절
홍성흔이 FA를 통해 롯데 자이언츠로 이적했을 때 보상 선수로 지명돼 이적하였다. 이적 후 실력이 향상돼서 역대 FA 보상 선수 중 괜찮은 활약을 펼치는 선수 중 하나였다. 2009년에는 9홈런, 2할대 타율을 기록했으며 그 해 준플레이오프 3차전에서 친정 팀을 상대로 4안타를 기록했다.
2010년에 그는 3루수로서 좋은 수비와 8홈런을 쳐 내며 주전 자리를 확보함과 동시에 준플레이오프와 플레이오프에서 뛰어난 수비 집중력은 물론 득점권에서 안타를 쳐 내며 친정 팀 롯데를 무너뜨렸고, 삼성과의 플레이오프에서 좋은 활약을 펼쳤다. 롯데 자이언츠와 삼성 라이온즈와의 경기에서 특히 강한 면모를 보였다.
2013년에 삼성 라이온즈와 맞대결을 펼친 한국시리즈 7차전에서 결정적인 순간에 실책을 범해 팀이 준우승에 그치는 원인이 됐다.

## 상무 야구단시절
2015년에 입단하였다.

## 두산 베어스복귀
2016년에 복귀하였다.

## 삼성 라이온즈시절
2016년 시즌 후 FA 자격을 얻었고, 2016년 11월 21일에 계약금 15억원, 연봉 3억원 등 4년 총액 27억원에 FA 계약을 체결하며 이적하였다. 그는 팀이 심정수, 박진만에 이어 12년 만에 영입한 외부 FA였다. 2020년 시즌 후 FA 자격을 취득해 2+1년 총액 20억원에 잔류했다.

## 키움 히어로즈시절
2023년 4월 27일 당시 키움 히어로즈 소속이었던 김태훈, 2024년 KBO 리그 신인 드래프트 3라운드 지명권과 2:1 트레이드를 통해 이적하였다.

## 출신 학교
- 광주학강초등학교
- 광주동성중학교
- 광주동성고등학교
- 세민디지털대학교

## 통산 기록
| 연도 | 팀명   | 타율  | 경기 | 타수 | 득점 | 안타 | 2루타 | 3루타 | 홈런 | 루타 | 타점 | 도루 | 도실 | 볼넷 | 사구 | 삼진 | 병살 | 실책 |
| ---- | ------ | ----- | ---- | ---- | ---- | ---- | ----- | ----- | ---- | ---- | ---- | ---- | ---- | ---- | ---- | ---- | ---- | ---- |
| 2005 | 롯데   | 0.202 | 72   | 163  | 21   | 33   | 10    | 1     | 1    | 48   | 18   | 0    | 0    | 18   | 4    | 58   | 1    | 11   |
| 2006 | 롯데   | 0.226 | 123  | 287  | 26   | 65   | 8     | 0     | 1    | 76   | 27   | 3    | 1    | 14   | 4    | 55   | 3    | 13   |
| 2007 | 롯데   | 0.262 | 121  | 363  | 43   | 95   | 10    | 1     | 1    | 110  | 29   | 2    | 5    | 24   | 3    | 57   | 7    | 17   |
| 2008 | 롯데   | 0.275 | 53   | 120  | 14   | 33   | 7     | 0     | 0    | 40   | 5    | 2    | 1    | 8    | 0    | 15   | 4    | 4    |
| 2009 | 두산   | 0.298 | 125  | 376  | 49   | 112  | 20    | 4     | 9    | 167  | 53   | 2    | 6    | 28   | 5    | 52   | 15   | 8    |
| 2010 | 두산   | 0.268 | 104  | 291  | 36   | 78   | 14    | 4     | 8    | 124  | 49   | 1    | 4    | 26   | 4    | 44   | 5    | 7    |
| 2011 | 두산   | 0.216 | 110  | 264  | 36   | 57   | 11    | 0     | 8    | 92   | 35   | 1    | 0    | 29   | 3    | 58   | 7    | 7    |
| 2012 | 두산   | 0.268 | 107  | 325  | 36   | 87   | 13    | 2     | 8    | 128  | 42   | 1    | 1    | 30   | 5    | 35   | 16   | 15   |
| 2013 | 두산   | 0.314 | 85   | 264  | 40   | 83   | 12    | 0     | 10   | 125  | 39   | 6    | 4    | 29   | 3    | 49   | 7    | 7    |
| 2014 | 두산   | 0.251 | 79   | 231  | 29   | 58   | 8     | 2     | 5    | 85   | 25   | 0    | 0    | 19   | 1    | 53   | 2    | 6    |
| 2016 | 두산   | 0.314 | 7    | 19   | 3    | 6    | 3     | 0     | 2    | 15   | 7    | 0    | 0    | 2    | 0    | 2    | 1    | 2    |
| 2017 | 삼성   | 0.265 | 121  | 411  | 55   | 109  | 20    | 1     | 18   | 185  | 62   | 2    | 0    | 34   | 4    | 80   | 4    | 12   |
| 2018 | 삼성   | 0.301 | 128  | 479  | 74   | 144  | 30    | 1     | 20   | 236  | 93   | 2    | 1    | 52   | 7    | 103  | 10   | 9    |
| 2019 | 삼성   | 0.246 | 111  | 395  | 44   | 97   | 20    | 0     | 19   | 174  | 76   | 2    | 1    | 43   | 8    | 73   | 10   | 13   |
| 2020 | 삼성   | 0.268 | 121  | 403  | 46   | 108  | 17    | 0     | 13   | 164  | 74   | 0    | 1    | 49   | 2    | 82   | 7    | 10   |
| 2021 | 삼성   | 0.231 | 131  | 399  | 40   | 92   | 19    | 0     | 9    | 138  | 59   | 1    | 0    | 60   | 11   | 80   | 11   | 5    |
| 2022 | 삼성   | 0.267 | 88   | 288  | 31   | 77   | 13    | 0     | 10   | 120  | 60   | 0    | 0    | 33   | 5    | 70   | 7    | 6    |
| 2023 | 키움   | 0.246 | 89   | 305  | 22   | 75   | 10    | 0     | 2    | 91   | 30   | 0    | 1    | 34   | 3    | 67   | 9    | 10   |
| 2024 | 키움   | 0.220 | 39   | 91   | 5    | 20   | 4     | 0     | 0    | 24   | 8    | 0    | 0    | 14   | 2    | 18   | 2    | 2    |
| 통산 | 19시즌 | 0.261 | 1814 | 5474 | 650  | 1429 | 249   | 16    | 144  | 2141 | 783  | 25   | 26   | 546  | 74   | 1051 | 128  | 164  |